# 満誓
満誓（まんぜい / まんせい）は、飛鳥時代から奈良時代にかけての貴族・僧・歌人。俗名は笠 麻呂（かさ の まろ）。姓は朝臣。官位は従四位上・右大弁。古代吉蘇路（木曽路）の開削者である。

## 経歴
大宝4年（704年）正六位下から二階昇進して、従五位下に叙爵する。
慶雲3年（706年）美濃守に任ぜられると、和銅3年（710年）の再任を経て、養老4年（720年）まで文武朝末から元明・元正朝の三朝14年間の長きに亘って美濃守を務める。任期中の和銅2年（709年）藤原房前によって東海道・東山道諸国に対する行政監察が行われた際、尾張守・佐伯大麻呂らと共に国司としての治績を賞されて、功田11町・穀200斛・衣1襲を与えられる。さらに、任期前の大宝2年（702年）から美濃・信濃両国間に山道の開削が始められていたが、和銅7年（714年）には吉蘇路（木曽路）を開通させた褒賞として朝廷から封戸70戸・功田6町を与えられた。またこの間の元明朝において、和銅元年（708年）以前従五位上、和銅4年（711年）正五位上、和銅6年（713年）従四位下と順調に昇進した。
元正朝に入ると、霊亀2年（716年）尾張守を兼ね、養老3年（719年）按察使が設置されると、これを兼ねて尾張・三河・信濃の各国を管轄した。また、養老元年（717年）には多度山美泉行幸の後に従四位上に昇叙されている。養老4年（720年）右大弁に任ぜられて京官に復す。
養老5年（721年）に元明上皇の病気に際して、その平癒を祈るために勅命で男女100人に出家が命ぜられると、麻呂も出家を請うて許され満誓と号した。出家の理由として、上皇の快復を祈る他に政治的な目的があった可能性も指摘されている。
上皇崩御後の養老7年（723年）には観世音寺の造寺司に任ぜられて筑紫に赴任する。同寺は7世紀後半に創建されたが、和銅2年（709年）造営を急ぐように詔を出すなど元明天皇が完成に対して強い希望を持っていたとみられることから、満誓はその意志を継ぐために自ら希望して赴任したとの見方がある。一方で、養老6年（722年）に在京の僧尼が民衆を欺し惑わせているとして活動を厳しく制限する旨、太政官が上奏し元正天皇に裁可されているように、当時奈良仏僧が朝廷から批判されており、祈祷による上皇の快復が適わなかった僧への処罰の一環として、満誓も左遷された可能性がある。
筑紫では神亀4年（727年）頃に大宰府に赴任した大伴旅人らと共に交流して筑紫歌壇を形成し、天平2年（730年）に現存する最後の歌を詠んだと推測される。その後の動静は伝わらないが、同地で没したと考えられる。

## 歌風・和歌作品
万葉学者の稲岡耕二は満誓の歌に仏教的無常観が見られると述べている。一方で米国の歴史言語学者のロイ・アンドリュー・ミラーは「沙弥」という接尾語の語源を論じて薬師寺仏足跡歌碑と対照しながら、満誓の歌に仏教観は薄いと主張し、さらに中西進の論説を引用して『万葉集』の歌に見える「無常観」は日本発祥の木花之佐久夜毘売神話に基づいており、仏教思想としての無常は当時未だ大陸から伝わっていなかったと指摘している。
満誓が九州で詠んだ贈答歌7首は『万葉集』に巻3-5に跨って採録されているが、ミラーはこの7首が元来一連の歌だったと推測している。
満誓作の有名な和歌作品に以下がある。この一首は平安時代の『拾遺和歌集』巻20にも哀傷歌として収められている。
- 世の中を 何にたとへむ 朝びらき 漕ぎいにし船の 跡なきごとし「世間乎何物尓将譬旦開榜去師船之跡無如」（『万葉集』[17]）

## 官歴
『続日本紀』による。
- 時期不詳：正六位下
- 大宝4年（704年） 正月7日：従五位下
- 慶雲3年（706年） 7月20日：美濃守
- 時期不詳：従五位上
- 和銅元年（708年） 3月13日：美濃守
- 和銅4年（711年） 4月7日：正五位上
- 和銅6年（713年） 正月23日：従四位下
- 霊亀2年（716年） 6月20日：兼尾張守
- 養老元年（717年） 11月17日：従四位上
- 養老3年（719年） 7月13日：尾張三河信濃按察使
- 養老4年（720年） 10月9日：右大弁
- 養老5年（721年） 5月12日：出家。最終官位は右大弁従四位上
- 養老7年（723年） 2月2日：造観世音寺使

## 子孫
満誓は天平年間に観世音寺の造寺司を務めていた際、赤須という名の寺家女との間に男子を儲けた。この子孫は観世音寺の寺家人となり、子孫の夏麻呂は良民として扱ってもらうよう太政官と大宰府に対して頻繁に訴えるが許可を得られなかった。貞観8年（866年）になって、観世音寺の講師・性忠が大宰府に対して、麻呂の五世の子孫にあたる清貞・貞雄・宗主を良民として筑後国竹野郡へ貫附するように訴え出て、太政官に認められている。